# 和州 (元朝)
和州，中国元朝时设置的州。
- 元朝初年置和州，治所在今辽宁省葫芦岛市西北。隶属于辽阳行省大宁路，元世祖至元五年（1268年），废入利州，改为永和乡。
- 元朝西北的和州，一名火州，即高昌回鹘。在今新疆吐鲁番市东四十余里高昌故城。《金史·粘割韩奴传》：“粘割韩奴自和州往使耶律大石……大石怒乃杀之。”